# Visoki napon (1981.)
Visoki napon, hrvatski dugometražni film iz 1981. godine.